# Kiensee
Kiensee ist ein Ortsteil der Gemeinde Bad Heilbrunn im oberbayerischen Landkreis Bad Tölz-Wolfratshausen. Der Weiler liegt circa eineinhalb Kilometer nordwestlich von Bad Heilbrunn.

## Baudenkmäler
Siehe auch: Liste der Baudenkmäler in Kiensee
- Katholische Kapelle

In Kiensee steht eine kleine katholische Kapelle, welche 1878 erbaut und etwas später erweitert wurde. Diese Kapelle wurde auf einem kleinen, etwa acht Meter hoch aufgeschütteten Hügel errichtet. Zur Zeit der Säkularisation 1802/1803 vergruben dort angeblich Mönche des nahe gelegenen Benediktinerklosters Benediktbeuern einen großen Teil der wertvollen Kirchengüter, um sie vor „der Verwendung zu weltlichen Zwecken zu schützen“.